# Evolută

Evoluta parabolei (cu albastru) este locul geometric al centrelor de curbură ale sale (cu roșu)

Evoluta acestei elipse este anvelopa normalelor la ea

În geometria diferențială a curbelor, evoluta unei curbe este locul geometric al tuturor centrelor de curbură. Adică, atunci când se trasează centrul de curbură al fiecărui punct de pe o curbă, forma rezultată va fi evoluta acelei curbe. Prin urmare, evoluta unui cerc este un singur punct, centrul său. Echivalent, o evolută este anvelopa normalelor la o curbă.
Evolutele sunt strâns legate de evolvente: o curbă este evoluta oricărei evolvente a sa.

## Istoric
Apoloniu din Perga (c. 200 î.Hr.) a discutat despre evolute în Cartea a V-a din Koniká (Conice). Totuși, Christiaan Huygens este uneori considerat că a fost primul care le-a studiat (1673). Huygens și-a formulat teoria evolutelor cândva în jurul anului 1659 pentru a ajuta la rezolvarea problemei găsirii curbei tautocrone, care, la rândul ei, l-a ajutat să construiască un pendul izocron. Acest lucru se datorează faptului că curba tautocronă este o cicloidă, iar cicloida are proprietatea unică că evoluta sa este și ea o cicloidă. Teoria evolutelor i-a permis lui Huygens să obțină multe rezultate care vor fi găsite ulterior folosind calculul infinitezimal.

## Evoluta unei curbe parametrice
Dacă {\displaystyle {\vec {x}}={\vec {c}}(t),\;t\in [t_{1},t_{2}]} este reprezentarea parametrică a unei curbe regulate în plan cu curbura nenulă peste tot, cu {\displaystyle \rho (t)} raza de curbură și {\displaystyle {\vec {n}}(t)} versorul normal îndreptată spre centrul de curbură, atunci
{\displaystyle {\vec {E}}(t)={\vec {c}}(t)+\rho (t){\vec {n}}(t)}
descrie evoluta curbei date.
Pentru {\displaystyle {\vec {c}}(t)=(x(t),y(t))^{T}} și {\displaystyle {\vec {E}}=(X,Y)^{T}} se obține
{\displaystyle \displaystyle X(t)=x(t)-{\frac {y'(t)\cdot {\Big (}x'(t)^{2}+y'(t)^{2}{\Big )}}{x'(t)\cdot y''(t)-x''(t)\cdot y'(t)}}\quad }
și
{\displaystyle \displaystyle Y(t)=y(t)+{\frac {x'(t)\cdot {\Big (}x'(t)^{2}+y'(t)^{2}{\Big )}}{x'(t)\cdot y''(t)-x''(t)\cdot y'(t)}}}.

## Proprietățile evolutei

Normala în punctul P este tangenta în centrul de curbură C

Pentru a obține proprietățile unei curbe regulate este avantajos să se folosească lungimea arcului⁠(d) {\displaystyle s} al curbei date ca parametru, din cauza {\displaystyle \;|{\vec {c}}'|=1\;} și {\displaystyle \;{\vec {n}}'=-{\vec {c}}'/\rho \;} (v. formulele Frenet–Serret). Prin urmare, vectorul tangent al evolutei {\displaystyle \;{\vec {E}}={\vec {c}}+\rho {\vec {n}}\;} este:
{\displaystyle {\vec {E}}'={\vec {c}}'+\rho '{\vec {n}}+\rho {\vec {n}}'=\rho '{\vec {n}}\ .}
Din această ecuație se obțin următoarele proprietăți ale evolutei:
- În punctele cu {\displaystyle \rho '=0} evoluta este neregulată. Asta înseamnă că în punctele cu curbură maximă sau minimă (vârfuri ale curbei date) evoluta are puncte de întoarcere. (V. sus evoluta unei elipse.)
- Pentru orice arc al evolutei care nu are un punct de întoarcere lungimea arcului este egală cu diferența dintre razele de curbură de la capetele sale. Acest fapt duce la o demonstrație ușoară a teoremei Tait–Kneser⁠(d) privind imbricarea cercurilor osculatoare.[3]
- Normalele curbei date în puncte de curbură diferită de zero sunt tangente la evolută, iar normalele curbei în punctele de curbură zero sunt asimptote ale evolutei. Prin urmare: evoluta este anvelopa normalelor curbei date.
- La secțiunile curbei cu {\displaystyle \rho '>0} sau {\displaystyle \rho '<0}, curba este o evolventă a evolutei sale. (În imagine: parabola albastră este o evolventă a parabolei roșii semicubice, care este evoluta parabolei albastre.)
- Curbele paralele au aceeași evolută.

## Exemple

### Evoluta unei parabole
Pentru parabola cu reprezentarea parametrică {\displaystyle (t,t^{2})} din formulele de mai sus se obțin ecuațiile:
{\displaystyle X=\cdots =-4t^{3}}
{\displaystyle Y=\cdots ={\frac {1}{2}}+3t^{2}\,,}
care reprezintă o parabolă semicubică.

Evoluta (cu roșu a) unei elipse

### Evoluta unei elipse

O cicloidă (cu albastru), cercul său osculator (cu roșu) și evoluta sa (cu verde)

Pentru elipsa cu reprezentarea parametrică {\displaystyle (a\cos t,b\sin t)} se obține:
{\displaystyle X={\frac {a^{2}-b^{2}}{a}}\cos ^{3}t}
{\displaystyle Y={\frac {b^{2}-a^{2}}{b}}\sin ^{3}t\,.}
Acestea sunt ecuațiile unei astroide nesimetrice.
Eliminarea parametrului {\displaystyle t} duce la reprezentarea implicită
{\displaystyle (aX)^{\tfrac {2}{3}}+(bY)^{\tfrac {2}{3}}=(a^{2}-b^{2})^{\tfrac {2}{3}}\ .}

### Evoluta unei cicloide
Pentru cicloida cu reprezentarea parametrică {\displaystyle (r(t-\sin t),\,r(1-\cos t))} evoluta va fi:
{\displaystyle X=\cdots =r(t+\sin t)}
{\displaystyle Y=\cdots =r(\cos t-1)}
care este o copie a ei însăși.